# Mateusz Danieluk
Mateusz Danieluk (* 17. April 1986 in Jastrzębie-Zdrój) ist ein polnischer Eishockeyspieler, der seit 2018 bei Stoczniowiec Gdańsk in der Ekstraliga unter Vertrag steht.

## Karriere
Mateusz Danieluk begann seine Karriere in der Nachwuchsabteilung des JKH GKS Jastrzębie. Bereits als 16-Jähriger verließ er für drei Jahre seine schlesische Heimatstadt und ging in die Nachwuchsakademie des polnischen Eishockeyverbandes in Sosnowiec, für deren Mannschaft er in der I liga, der zweithöchsten Spielklasse Polens, aktiv war. 2005 wechselte er in die Ekstraliga zu Zagłębie Sosnowiec. Ein Jahr später kehrte er zu seinem Stammverein JKH GKS Jastrzębie zurück, für den er zehn Jahre spielte. Mit dem Team aus der oberschlesischen Bergbaustadt spielte er zunächst in der I liga, stieg aber 2008 in die Ekstraliga auf. 2013 wurde er mit seiner Mannschaft polnischer Pokalsieger sowie 2013 und 2015 polnischer Vizemeister. In der Spielzeit 2012/13 erreichte er die beste Plus/Minus-Bilanz der Ekstraliga-Playoffs. 2016 wechselte er zum Ligakonkurrenten Polonia Bytom, für den er zwei Jahre spielte. Seit 2018 ist er bei Stoczniowiec Gdańsk aktiv.

### International
Für Polen nahm Danieluk im Juniorenbereich an den U18-Weltmeisterschaften der Division I 2004 sowie den U20-Weltmeisterschaften der Division I 2005 und 2006 teil.
Im Seniorenbereich stand er bei den Weltmeisterschaften der Division I 2009, 2010 und 2011 im Aufgebot der Polen.

## Erfolge und Auszeichnungen
- 2008 Aufstieg in die Ekstraliga mit dem JKH GKS Jastrzębie
- 2013 Polnischer Pokalsieger mit dem JKH GKS Jastrzębie
- 2013 Beste Plus/Minus-Bilanz der Ekstraliga-Playoffs

## Ekstraliga
(Stand: Ende der Spielzeit 2019/20)